# A Megtorló – Háborús övezet
A Megtorló – Háborús övezet (eredeti cím: Punisher: War Zone) 2008-ban bemutatott amerikai–kanadai–német akcióthriller, melyet Lexi Alexander rendezett. A főbb szerepekben Ray Stevenson, Dominic West és Julie Benz látható. Ez volt a harmadik olyan film, amely a Marvel Comics Megtorló nevű képregényszereplőjét mutatja be, azonban a korábbi feldolgozásokhoz történetileg nem kapcsolódik és teljesen új szereplőgárdát vonultat fel.
Észak-Amerikában 2008. december 5-én mutatták be a mozikban. A film bevételi és kritikai szempontból egyaránt megbukott.

## Cselekmény
Miután öt évvel korábban egy bandák közti tűzharc a családja életébe került, Frank Castle egykori tengerészgyalogos Megtorló álnéven saját kezébe vette a törvényt. Castle betör Gaitano Cesare maffiavezér partijára és végez vele, illetve a vacsoraasztalnál ülő vendégeivel. Cesare egyik embere, Billy Russotti elmenekül és egy hulladék-újrahasznosító üzemben rejtőzik el. Castle, felhasználva a vele együttműködő Martin Soap és Saffiotti nyomozót információt, utána ered és rövid tűzharc után Russotti egy üvegfeldolgozó gépbe zuhan, mely összezúzza a férfi testét. Castle döbbenten felfedezi, hogy egyik áldozata, Nicky Donatelli valójában beépített FBI-ügynök volt. 
Paul Budiansky ügynök, az elhunyt Donatelli partnere Soap-pal együtt a "Megtorló Munkacsoport" tagja lesz, hogy ezáltal törvény elé állíthassa az önbíráskodó Castle-t. Eközben Russotti túlélte a korábbi eseményeket és groteszk módon eltorzult arca miatt „Fűrész” névre kereszteli önmagát. Egy elmegyógyintézetből kiszabadítja súlyos mentális beteg, kannibál testvérét, Dilinyós Jimet.
Castle sikertelenül próbál segíteni Donatelli özvegyén, Angelán és annak kislányát, Grace-n, mert a nő dühösen visszautasítja a felajánlott pénzt. A Megtorló abba akarja hagyni hadjáratát, de társa és fegyverbeszerzője, Micro meggyőzi: Fűrész előbb-utóbb Donatelli családján fog bosszút állni. Fűrész, Dilinyós Jim Ink and Pittsy nevű csatlósaikkal be is törnek a Donatelli-házba, túszul ejtve a családot. Egy Maginty nevű bűnözőből információkat kiszedve a Megtorló a család megmentésére siet, de Budiansky és Soap megállítja őt. Castle információiról értesülve Budiansky rendőrjárőröket küld Donatelliék házához, de amikor a rendőrökkel megszakad a rádiókapcsolat, ő maga megy a helyszínre. Budianskyt túszul ejtik, Soap elengedi a Megtorlót, aki tűzharcban végez a betörőkkel, kivéve Fűrésszel és Jimmel, mert őket Budiansky letartóztatja.   
Fűrész és testvére alkut köt az FBI-jal és szabadon engedik őket, miután lebuktattak egy Cristu Bulat nevű, biológiai fegyverekkel kereskedő gengsztert. A testvérek Bulat pénzéből is kapnak, illetve átadnak nekik egy aktát Micróról. Túszul ejtik Castle segítőtársát és a Donatelli családot, majd az utcáról sereget toboroznak a Megtorló ellen és egy elhagyatott hotelépületben vernek tanyát. Budiansky Castle segítségére siet, informálva Cristu bosszúszomjas apját, Tiberiu Bulatot Fűrész tartózkodási helyéről. Tiberiu emberei lövöldözni kezdenek, ezzel lehetőséget adva Castle-nek az épületbe való behatolásra.
Az épületben tűzharcba keveredik Fűrész zsoldosaival, majd Dilinyós Jimmel vív brutális ökölharcot, de látva a Megtorló fölényét, a bűnöző elmenekül előle. A nyomába eredő Castle rátalál Fűrészre és a megkötözött Micróra, illetve Grace-re, akikre a férfi fegyvert szegez. Fűrész ultimátumot ajánl: ha Castle lelövi az egyik foglyot, Fűrész elengedi a másikat. Bár Micro kész feláldozni életét a kislányért, Castle Jimet lövi agyon, ezért Fűrész végez Micróval. A dühödt Castle rátámad Fűrészre és végül egy vasrúddal felnyársalva a lángok közé löki. 
Angela megbocsát Castle-nak, ő pedig búcsút int a családnak és Budianskynak. Soap próbálja meggyőzni a Megtorlót, fejezze be az önbíráskodást. Gyorsan meggondolja magát, amint egy fegyveres rabló támad rá, aki pillanatok múlva a Megtorló következő áldozatává válik.

## Szereplők
| Színész               | Szerep                         | Magyar hang    |
| --------------------- | ------------------------------ | -------------- |
| Ray Stevenson         | Frank Castle / Megtorló        | Epres Attila   |
| Dominic West          | Billy Russoti / Fűrész         | Kőszegi Ákos   |
| Doug Hutchison        | James Russoti / "Dilinyós Jim" | Czvetkó Sándor |
| Colin Salmon          | Paul Budiansky FBI-ügynök      | Galambos Péter |
| Wayne Knight          | Linus Lieberman / Micro        | Harmath Imre   |
| Dash Mihok            | Martin Soap nyomozó            | Hajdu Steve    |
| Julie Benz            | Angela Donatelli               | Kökényessy Ági |
| Stephanie Janusauskas | Grace Donatelli                | Pekár Adrienn  |
| Mark Camacho          | Carmine "Pittsy" Gazzera       | Bácskai János  |
| Romano Orzari         | Nicky Donatelli FBI-ügynök     |                |
| Keram Malicki-Sánchez | "Ink" Gazzera                  | Molnár Levente |
| T. J. Storm           | Maginty                        |                |
| Larry Day             | Miller FBI-ügynök              | Orosz István   |
| Ron Lea               | Ross százados                  | Rosta Sándor   |
| Cas Anvar             | Plasztikai sebész              | Vári Attila    |

## Fordítás
- Ez a szócikk részben vagy egészben  a   Punisher: War Zone című angol Wikipédia-szócikk fordításán alapul.  Az eredeti cikk szerkesztőit annak laptörténete sorolja fel. Ez a jelzés csupán a megfogalmazás eredetét és a szerzői jogokat jelzi, nem szolgál a cikkben szereplő információk forrásmegjelöléseként.